# DOMI (Unternehmen)
DOMI A/S (Abkürzung für Dansk Oversøisk Motor Industri) war ein dänischer Automobilhersteller, -händler und -importeur mit Sitz in Glostrup.

## Geschichte
DOMI wurde 1946 von Svend Nellemann als Tochtergesellschaft der Nellemann Holding A/S gegründet. Der ursprüngliche Unternehmenszweck war die Herstellung und Montage von Bussen und Nutzfahrzeugen.
DOMI importierte Autos der Marken Morris, MG, Riley, Wolseley und Nuffield-Traktoren, Land Rover und Rover sowie Lastwagen der Marken Morris und Leyland. Später wurde das Angebot um John-Deere-Traktoren und die japanischen Marken Daihatsu und Subaru erweitert.
In den 1950er Jahren übernahm DOMI die Vertretung weiterer Hersteller: Borgward, Chrysler und  Plymouth (kurzzeitig) sowie BMW (1956 bis 1958). Zudem wurden einige britische Fahrzeuge aus CKD-Sätzen hergestellt.
Im Jahr 1972 übernahm DOMI auf Betreiben der BMC – die sich zugleich mit 20 % an DOMI beteiligte – den Austin-Importeuer DFA (De Forenede Automobilfabrikker A/S) und wurde somit zum Alleinimporteur. Daneben importierte DOMI auch Fahrzeuge von Triumph und Jaguar.
Zwischen 1972/73 und 1977 war DOMI der größte Automobilimporteur in Dänemark.
DOMI wurde in den 1990er Jahren aufgelöst.

## Modelle
Eine auf dem Morris Minor basierende Eigenschöpfung war der Kastenwagen Morris DOMI, bei dem der hintere Karosseriebereich aus Stahlblech bestand, der niedriger, aber länger als beim Serienmodell war und somit mehr Ladevolumen hatte. Ebenso erhielten einige Modelle abweichende Bezeichnungen: So trugen die Sechszylindermodelle von Wolseley die einheitliche Modellbezeichnung Wolseley 300.